# Unicodeblock Äthiopisch, erweitert
Der Unicodeblock Äthiopisch, erweitert (engl. Ethiopic Extended, U+2D80 bis U+2DDF) enthält zusätzliche Äthiopische Silbenzeichen für die Sprachen Me'en, Blin und Sebatbeit. Er wurde gleichzeitig mit dem Unicodeblock Äthiopisch, Zusatz in der Unicode-Version 4.1 hinzugefügt, der u. a. weitere Zeichen für Sebatbeit enthält. Die grundlegenden äthiopischen Silben- und Satzzeichen für diese und andere Sprachen befinden sich bereits seit Unicode-Version 3.0 im Unicodeblock Äthiopisch, außerdem gibt es noch ab Version 6.0 den Unicodeblock Äthiopisch, erweitert-A.

## Tabelle
Alle Zeichen haben die Kategorie "Anderer Buchstabe (inkl. Silben und Ideogrammen)" und die bidirektionale Klasse "Links nach rechts".
| Unicodenummer  | Zeichen (400 %) | Offizielle Bezeichnung       | Beschreibung                            |
| -------------- | --------------- | ---------------------------- | --------------------------------------- |
| U+2D80 (11648) | ⶀ               | ETHIOPIC SYLLABLE LOA        | Äthiopisches Silbenzeichen Loa          |
| U+2D81 (11649) | ⶁ               | ETHIOPIC SYLLABLE MOA        | Äthiopisches Silbenzeichen Moa          |
| U+2D82 (11650) | ⶂ               | ETHIOPIC SYLLABLE ROA        | Äthiopisches Silbenzeichen Roa          |
| U+2D83 (11651) | ⶃ               | ETHIOPIC SYLLABLE SOA        | Äthiopisches Silbenzeichen Soa          |
| U+2D84 (11652) | ⶄ               | ETHIOPIC SYLLABLE SHOA       | Äthiopisches Silbenzeichen Shoa         |
| U+2D85 (11653) | ⶅ               | ETHIOPIC SYLLABLE BOA        | Äthiopisches Silbenzeichen Boa          |
| U+2D86 (11654) | ⶆ               | ETHIOPIC SYLLABLE TOA        | Äthiopisches Silbenzeichen Toa          |
| U+2D87 (11655) | ⶇ               | ETHIOPIC SYLLABLE COA        | Äthiopisches Silbenzeichen Coa          |
| U+2D88 (11656) | ⶈ               | ETHIOPIC SYLLABLE NOA        | Äthiopisches Silbenzeichen Noa          |
| U+2D89 (11657) | ⶉ               | ETHIOPIC SYLLABLE NYOA       | Äthiopisches Silbenzeichen Nyoa         |
| U+2D8A (11658) | ⶊ               | ETHIOPIC SYLLABLE GLOTTAL OA | Äthiopisches Silbenzeichen glottales Oa |
| U+2D8B (11659) | ⶋ               | ETHIOPIC SYLLABLE ZOA        | Äthiopisches Silbenzeichen Zoa          |
| U+2D8C (11660) | ⶌ               | ETHIOPIC SYLLABLE DOA        | Äthiopisches Silbenzeichen Doa          |
| U+2D8D (11661) | ⶍ               | ETHIOPIC SYLLABLE DDOA       | Äthiopisches Silbenzeichen Ddoa         |
| U+2D8E (11662) | ⶎ               | ETHIOPIC SYLLABLE JOA        | Äthiopisches Silbenzeichen Joa          |
| U+2D8F (11663) | ⶏ               | ETHIOPIC SYLLABLE THOA       | Äthiopisches Silbenzeichen Thoa         |
| U+2D90 (11664) | ⶐ               | ETHIOPIC SYLLABLE CHOA       | Äthiopisches Silbenzeichen Choa         |
| U+2D91 (11665) | ⶑ               | ETHIOPIC SYLLABLE PHOA       | Äthiopisches Silbenzeichen Phoa         |
| U+2D92 (11666) | ⶒ               | ETHIOPIC SYLLABLE POA        | Äthiopisches Silbenzeichen Poa          |
| U+2D93 (11667) | ⶓ               | ETHIOPIC SYLLABLE GGWA       | Äthiopisches Silbenzeichen Ggwa         |
| U+2D94 (11668) | ⶔ               | ETHIOPIC SYLLABLE GGWI       | Äthiopisches Silbenzeichen Ggwi         |
| U+2D95 (11669) | ⶕ               | ETHIOPIC SYLLABLE GGWEE      | Äthiopisches Silbenzeichen Ggwee        |
| U+2D96 (11670) | ⶖ               | ETHIOPIC SYLLABLE GGWE       | Äthiopisches Silbenzeichen Ggwe         |
| U+2DA0 (11680) | ⶠ               | ETHIOPIC SYLLABLE SSA        | Äthiopisches Silbenzeichen Ssa          |
| U+2DA1 (11681) | ⶡ               | ETHIOPIC SYLLABLE SSU        | Äthiopisches Silbenzeichen Ssu          |
| U+2DA2 (11682) | ⶢ               | ETHIOPIC SYLLABLE SSI        | Äthiopisches Silbenzeichen Ssi          |
| U+2DA3 (11683) | ⶣ               | ETHIOPIC SYLLABLE SSAA       | Äthiopisches Silbenzeichen Ssaa         |
| U+2DA4 (11684) | ⶤ               | ETHIOPIC SYLLABLE SSEE       | Äthiopisches Silbenzeichen Ssee         |
| U+2DA5 (11685) | ⶥ               | ETHIOPIC SYLLABLE SSE        | Äthiopisches Silbenzeichen Sse          |
| U+2DA6 (11686) | ⶦ               | ETHIOPIC SYLLABLE SSO        | Äthiopisches Silbenzeichen Sso          |
| U+2DA8 (11688) | ⶨ               | ETHIOPIC SYLLABLE CCA        | Äthiopisches Silbenzeichen Cca          |
| U+2DA9 (11689) | ⶩ               | ETHIOPIC SYLLABLE CCU        | Äthiopisches Silbenzeichen Ccu          |
| U+2DAA (11690) | ⶪ               | ETHIOPIC SYLLABLE CCI        | Äthiopisches Silbenzeichen Cci          |
| U+2DAB (11691) | ⶫ               | ETHIOPIC SYLLABLE CCAA       | Äthiopisches Silbenzeichen Ccaa         |
| U+2DAC (11692) | ⶬ               | ETHIOPIC SYLLABLE CCEE       | Äthiopisches Silbenzeichen Ccee         |
| U+2DAD (11693) | ⶭ               | ETHIOPIC SYLLABLE CCE        | Äthiopisches Silbenzeichen Cce          |
| U+2DAE (11694) | ⶮ               | ETHIOPIC SYLLABLE CCO        | Äthiopisches Silbenzeichen Cco          |
| U+2DB0 (11696) | ⶰ               | ETHIOPIC SYLLABLE ZZA        | Äthiopisches Silbenzeichen Zza          |
| U+2DB1 (11697) | ⶱ               | ETHIOPIC SYLLABLE ZZU        | Äthiopisches Silbenzeichen Zzu          |
| U+2DB2 (11698) | ⶲ               | ETHIOPIC SYLLABLE ZZI        | Äthiopisches Silbenzeichen Zzi          |
| U+2DB3 (11699) | ⶳ               | ETHIOPIC SYLLABLE ZZAA       | Äthiopisches Silbenzeichen Zzaa         |
| U+2DB4 (11700) | ⶴ               | ETHIOPIC SYLLABLE ZZEE       | Äthiopisches Silbenzeichen Zzee         |
| U+2DB5 (11701) | ⶵ               | ETHIOPIC SYLLABLE ZZE        | Äthiopisches Silbenzeichen Zze          |
| U+2DB6 (11702) | ⶶ               | ETHIOPIC SYLLABLE ZZO        | Äthiopisches Silbenzeichen Zzo          |
| U+2DB8 (11704) | ⶸ               | ETHIOPIC SYLLABLE CCHA       | Äthiopisches Silbenzeichen Ccha         |
| U+2DB9 (11705) | ⶹ               | ETHIOPIC SYLLABLE CCHU       | Äthiopisches Silbenzeichen Cchu         |
| U+2DBA (11706) | ⶺ               | ETHIOPIC SYLLABLE CCHI       | Äthiopisches Silbenzeichen Cchi         |
| U+2DBB (11707) | ⶻ               | ETHIOPIC SYLLABLE CCHAA      | Äthiopisches Silbenzeichen Cchaa        |
| U+2DBC (11708) | ⶼ               | ETHIOPIC SYLLABLE CCHEE      | Äthiopisches Silbenzeichen Cchee        |
| U+2DBD (11709) | ⶽ               | ETHIOPIC SYLLABLE CCHE       | Äthiopisches Silbenzeichen Cche         |
| U+2DBE (11710) | ⶾ               | ETHIOPIC SYLLABLE CCHO       | Äthiopisches Silbenzeichen Ccho         |
| U+2DC0 (11712) | ⷀ               | ETHIOPIC SYLLABLE QYA        | Äthiopisches Silbenzeichen Qya          |
| U+2DC1 (11713) | ⷁ               | ETHIOPIC SYLLABLE QYU        | Äthiopisches Silbenzeichen Qyu          |
| U+2DC2 (11714) | ⷂ               | ETHIOPIC SYLLABLE QYI        | Äthiopisches Silbenzeichen Qyi          |
| U+2DC3 (11715) | ⷃ               | ETHIOPIC SYLLABLE QYAA       | Äthiopisches Silbenzeichen Qyaa         |
| U+2DC4 (11716) | ⷄ               | ETHIOPIC SYLLABLE QYEE       | Äthiopisches Silbenzeichen Qyee         |
| U+2DC5 (11717) | ⷅ               | ETHIOPIC SYLLABLE QYE        | Äthiopisches Silbenzeichen Qye          |
| U+2DC6 (11718) | ⷆ               | ETHIOPIC SYLLABLE QYO        | Äthiopisches Silbenzeichen Qyo          |
| U+2DC8 (11720) | ⷈ               | ETHIOPIC SYLLABLE KYA        | Äthiopisches Silbenzeichen Kya          |
| U+2DC9 (11721) | ⷉ               | ETHIOPIC SYLLABLE KYU        | Äthiopisches Silbenzeichen Kyu          |
| U+2DCA (11722) | ⷊ               | ETHIOPIC SYLLABLE KYI        | Äthiopisches Silbenzeichen Kyi          |
| U+2DCB (11723) | ⷋ               | ETHIOPIC SYLLABLE KYAA       | Äthiopisches Silbenzeichen Kyaa         |
| U+2DCC (11724) | ⷌ               | ETHIOPIC SYLLABLE KYEE       | Äthiopisches Silbenzeichen Kyee         |
| U+2DCD (11725) | ⷍ               | ETHIOPIC SYLLABLE KYE        | Äthiopisches Silbenzeichen Kye          |
| U+2DCE (11726) | ⷎ               | ETHIOPIC SYLLABLE KYO        | Äthiopisches Silbenzeichen Kyo          |
| U+2DD0 (11728) | ⷐ               | ETHIOPIC SYLLABLE XYA        | Äthiopisches Silbenzeichen Xya          |
| U+2DD1 (11729) | ⷑ               | ETHIOPIC SYLLABLE XYU        | Äthiopisches Silbenzeichen Xyu          |
| U+2DD2 (11730) | ⷒ               | ETHIOPIC SYLLABLE XYI        | Äthiopisches Silbenzeichen Xyi          |
| U+2DD3 (11731) | ⷓ               | ETHIOPIC SYLLABLE XYAA       | Äthiopisches Silbenzeichen Xyaa         |
| U+2DD4 (11732) | ⷔ               | ETHIOPIC SYLLABLE XYEE       | Äthiopisches Silbenzeichen Xyee         |
| U+2DD5 (11733) | ⷕ               | ETHIOPIC SYLLABLE XYE        | Äthiopisches Silbenzeichen Xye          |
| U+2DD6 (11734) | ⷖ               | ETHIOPIC SYLLABLE XYO        | Äthiopisches Silbenzeichen Xyo          |
| U+2DD8 (11736) | ⷘ               | ETHIOPIC SYLLABLE GYA        | Äthiopisches Silbenzeichen Gya          |
| U+2DD9 (11737) | ⷙ               | ETHIOPIC SYLLABLE GYU        | Äthiopisches Silbenzeichen Gyu          |
| U+2DDA (11738) | ⷚ               | ETHIOPIC SYLLABLE GYI        | Äthiopisches Silbenzeichen Gyi          |
| U+2DDB (11739) | ⷛ               | ETHIOPIC SYLLABLE GYAA       | Äthiopisches Silbenzeichen Gyaa         |
| U+2DDC (11740) | ⷜ               | ETHIOPIC SYLLABLE GYEE       | Äthiopisches Silbenzeichen Gyee         |
| U+2DDD (11741) | ⷝ               | ETHIOPIC SYLLABLE GYE        | Äthiopisches Silbenzeichen Gye          |
| U+2DDE (11742) | ⷞ               | ETHIOPIC SYLLABLE GYO        | Äthiopisches Silbenzeichen Gyo          |